# Cremada (lesió)
Una cremada és un tipus de lesió que pot ser causada per la calor, el fred, l'electricitat, alguns productes químics, la llum, la radiació, o el fregament. Les cremades són molt variables respecte al teixit que en queda afectat, la severitat i les complicacions que en resultin. Els músculs, els ossos, els vasos sanguinis i l'epidermis poden tots ells ser danyats i provocar dolor. Depenent del lloc afectat i del grau de severitat una víctima de cremades pot experimentar un gran nombre de complicacions fatals incloent-hi xoc, infecció, descompensació electrolítica i insuficiència respiratòria. A més de les complicacions físiques, els cremats en poden tenir de psicològiques i emocionals. Generalment s'accepta que una persona cremada amb afectació a l'1% de la superfície del cos (aproximadament la superfície de la palma de la mà) hauria d'ésser atesa per professionals de la medicina.
Les cremades que només afecten les capes superficials de la pell es coneixen com a cremades superficials o de primer grau. Apareixen vermells sense butllofes i el dolor sol durar uns tres dies. Quan la lesió s'estén a part de la capa subjacent de la pell, es tracta d'una cremada de gruix parcial o de segon grau. Les butllofes són freqüents i sovint són molt doloroses. La curació pot requerir fins a vuit setmanes i es poden produir cicatrius. En una cremada de gruix total o de tercer grau, la lesió s'estén a totes les capes de la pell. Sovint no hi ha dolor i la zona cremada és rígida. Normalment, la curació no es produeix per si sola. Una cremada de quart grau també implica lesions a teixits més profunds, com els músculs, els tendons o els ossos. La cremada sovint és negra i sovint condueix a la pèrdua de la part cremada.
Les cremades generalment es poden prevenir. El tractament depèn de la gravetat de la cremada. Les cremades superficials es poden tractar amb poc més que un simple analgèsic, mentre que les cremades importants poden requerir un tractament prolongat en centres especialitzats de cremades. Refredar-se amb aigua de l'aixeta pot ajudar al dolor i reduir els danys; tanmateix, un refredament prolongat pot provocar una temperatura corporal baixa. Les cremades de gruix parcial poden requerir neteja amb aigua i sabó, seguida d'apòsits. No és clar com gestionar les butllofes, però probablement és raonable deixar-les intactes si són petites i escórrer-les si són grans. Les cremades de gruix total solen requerir tractaments quirúrgics, com ara empelts de pell. Les cremades extenses sovint requereixen grans quantitats de líquid intravenós, a causa de la fuita de líquid capil·lar i la inflor dels teixits. Les complicacions més freqüents de les cremades són la infecció. S'ha de donar un vaccí antitetànic si no està al dia.
El 2015, el foc i la calor van provocar 67 milions de ferits. Això va provocar uns 2,9 milions d'hospitalitzacions i 176.000 morts. Entre les dones de gran part del món, les cremades es relacionen més sovint amb l'ús de focs de cuina oberts o fogons de cuina insegurs. Entre els homes, és més probable que siguin el resultat de condicions laborals insegures. La majoria de les morts per cremades es produeixen al món en desenvolupament, especialment al sud-est asiàtic. Tot i que les cremades grans poden ser mortals, els tractaments desenvolupats des de 1960 han millorat els resultats, especialment en nens i adults joves. Als Estats Units, aproximadament el 96% dels ingressats en un centre de cremades sobreviuen a les seves lesions. El resultat a llarg termini està relacionat amb la mida de la cremada i l'edat de la persona afectada.

## Senyals i símptomes
Les característiques d'una cremada depenen de la seva profunditat. Les cremades superficials causen un dolor que dura dos o tres dies, seguit d'una descamació de la pell durant els dies següents. Les persones amb cremades més greus poden mostrar malestar o queixar-se de sentir pressió en lloc de dolor. Les cremades profundes poden ser totalment insensibles al tacte lleuger o a la punxada. Tot i que les cremades superficials solen ser de color vermell, les cremades greus poden ser de color rosa, blanc o negre. Les cremades al voltant de la boca o els cabells cremats dins del nas poden indicar que s'han produït cremades a les vies respiratòries, però aquests senyals no són definitius. Els signes més preocupants inclouen: dificultat per respirar, ronquera i estridor o sibilacions. La picor és freqüent durant el procés de curació, ja que es produeix fins al 90% dels adults i gairebé tots els nens. L'adormiment o el formigueig poden persistir durant un període prolongat de temps després d'una lesió elèctrica. Les cremades també poden produir malestar emocional i psicològic.
| Tipus                                  | Capes implicades                                                | Aparença                                                    | Textura     | Sensació            | Temps de curació                        | Pronòstic i complicacions                                                                      | Exemple                                                       |
| -------------------------------------- | --------------------------------------------------------------- | ----------------------------------------------------------- | ----------- | ------------------- | --------------------------------------- | ---------------------------------------------------------------------------------------------- | ------------------------------------------------------------- |
| Superficial (primer grau)              | Epidermis                                                       | Vermell sense butllofes                                     | Sec         | Dolorós             | 5–10 dies                               | Cura bé. Les cremades solars repetides augmenten el risc de càncer de pell més tard a la vida. | A sunburn is a typical first-degree burn.                     |
| Gruix parcial superficial (segon grau) | S'estén a la dermis superficial (papil·lar)                     | Envermelliment amb ampolla clara. Es blanqueja amb pressió. | Humit       | Molt dolorós        | 2–3 setmanes                            | Infecció local (cel·lulitis), però normalment sense cicatrius                                  | Second-degree burn of the thumb                               |
| Gruix parcial profund (segon grau)     | S'estén a la dermis profunda (reticular)                        | Groc o blanc. Menys blanqueig. Pot ser ampolla.             | Bastant sec | Pressió i molèsties | 3–8 setmanes                            | Cicatrius, contractures (pot requerir l'excisió i l'empelt de pell)                            | Second-degree burn caused by contact with boiling water       |
| Gruix total (tercer grau)              | S'estén per tota la dermis                                      | Rígid i blanc / marró. Sense blanqueig.                     | corià       | Indolor             | Perllongat (mesos) i inacabat/incomplet | Cicatrius, contractures, amputacions (es recomana una excisió precoç)                          | Eight day old third-degree burn caused by motorcycle muffler. |
| Quart grau                             | S'estén per tota la pell i al greix, músculs i ossos subjacents | Negre ; carbonitzat amb escarra                             | Sec         | Indolor             | No cura ; Requereix l'excisió           | Amputació, deteriorament funcional important i, en alguns casos, mort.                         | 4th-degree electrical burn                                    |

## Classificació
El sistema tradicional de classificació de cremats els categoritza en primer, segon, tercer i quart grau.
Aquest sistema tradicional està essent substituït per un altre que reflecteix la necessitat d'una intervenció quirúrgica:"Gruix Superficial", "Gruix Parcial" (subdividit entre les categories superficial i profunda) i "Gruix Total". Aquesta classificació es refereix més precisament a l'epidermis, dermis i capes subcutànies de la pell.

### Per graus
- Cremada de primer grau està limitada a l'epidermis. La majoria de cremades degudes a l'excessiva exposició solar s'hi poden incloure.
- Cremades de segon grau Afecten la dermis superficial i fins i tot la capa reticular de la dermis.
- Cremada de tercer grau Ocorre quan es perd l'epidermis amb danys al teixit subcutani. Requereix empelts quirúrgics.
- Cremada de quart grau danya els músculs, tendons i teixits de lligament. Destrueix la hipodermis, posa en perill la vida del pacient i en cas de supervivència, calen empelts quirúrgics.

### Extensió

Regla dels nous de Wallace, per càlcul aproximat de la superfície corporal cremada en aduls no obesos.

Quan una cremada és extensa i afecta el 15 % del cos d'un adult o el 10 % del d'un infant o d'una persona de més de 50 anys, s'anomena “malaltia del gran cremat”. En aquesta malaltia s'alliberen una gran quantitat de factors proinflamatoris des de la cremada fins a la resta del cos a través del corrent sanguini. La fase aguda incrementa la permeabilitat de les membranes dels vasos sanguinis i de les cèl·lules del cos, fet que provoca canvis en la distribució corporal dels líquids i depressió de la funció cel·lular.
Per fer front a la cremada, el cos inicia al cap de pocs dies una resposta inflamatòria generalitzada que consisteix en un augment notable del catabolisme per aconseguir recursos energètics. A més, ofereix també una resposta hiperdinàmica que trasllada els recursos a les zones lesionades. Si la cremada no es cura aviat, la resposta inflamatòria pot acabar consumint els recursos, esgotar el malalt, provocar la fallida dels òrgans i, finalment, la mort.
Un cop curat, però, el pacient pot presentar seqüeles funcionals i estètiques a causa de la cicatrització o la retracció de les cicatrius. Aquest és el cas de les cicatrius hipertròfiques o queloides, brides cicatricials que limiten la mobilitat de les articulacions, retraccions palpebrals, microstomies, entre d'altres.

## Tractament
La Sociedad Española de Medicina de Familia y Comunitaria estima que a l'any tres de cada mil habitants pateixen cremades que necessiten atenció mèdica. Els centres d'atenció primària (CAP) atenen la major part dels casos, però entre el 15% i el 20% cal que ingressin a l'hospital.
Les cremades es produeixen perquè l'organisme interacciona amb una font d'energia que eleva la temperatura del teixit. Això provoca la lesió dels teixits que coagulen les proteïnes i que produeixen la mort cel·lular. Tot i ser una lesió local pot acabar repercutint en el funcionament d'òrgans i de sistemes interns. En la majoria dels casos les cremades es produeixen per contacte amb flames, aigua bullent, objectes calents o per exposició a les radiacions solars. També hi ha cremades que s'originen per una energia mecànica de fricció com els casos d'arrossegament.
Segons el grau de la cremada, els tractaments poden ser de:
- Primer grau: cremes hidratants.
- Segon grau superficial: si no hi ha complicacions, es poden curar per si soles amb un tractament tòpic.
- Segon grau profund i tercer grau: necessiten cirurgia d'empelt de pell, ja que fan falta com a mínim tres setmanes perquè es curin de manera espontània. A més, hi pot haver complicacions en els resultats estètics i funcionals.
- Cremades extenses: requereixen suport específic i vital en una Unitat de Cremats.